# محمد بن خلیفه بن سلمان آل خلیفه
محمد بن خلیفه بن سلمان آل خلیفه (به عربی: علي بن خليفة آل خليفة) امیر سابق کشور بحرین بود.